# Ion Ciucu
Ion Ciucu (* 17. November 1927 in Răcarii de Jos, Kreis Dolj; † 2002 in Deva, Kreis Hunedoara) war ein rumänischer Politiker der Rumänischen Kommunistischen Partei PCR (Partidul Comunist Român) und Diplomat, der unter anderem von 1952 bis 1957, von 1965 bis 1975 sowie erneut 1980 bis 1982 Mitglied der Großen Nationalversammlung (Marea Adunare Națională) war. Er war ferner von 1981 bis 1988 Botschafter in Peru.

## Leben
Ion Ciucu begann nach dem Schulbesuch ein Studium der Montanwissenschaften am Bergbauinstitut Petroșani und schloss dieses als Bergbauingenieur ab. 1952 wurde er erstmals Mitglied der Großen Nationalversammlung (Marea Adunare Națională) und vertrat dort bis 1957 den Wahlkreis Bod im Kreis Brașov. Er war Direktor des Bergwerks Voivozi in Popești, das zum Bergbaukombinat Ardealul und absolvierte ein Studium an der Parteihochschule „Ștefan Gheorghiu“ in Bukarest. 1957 wurde er Mitglied der Rumänischen Arbeiterpartei PMR (Partidul Muncitoresc Român). 1965 wurde er abermals Mitglied der Großen Nationalversammlung und vertrat erst den im Kreischgebiet liegenden Wahlkreis Derna sowie danach zwischen 1969 und 1975 den Wahlkreis Popești im Kreis Bihor. Er war bis zum 21. Juli 1979 Sekretär des Parteikomitees des Kreises Bihor.
Danach fungierte Ciucu zwischen dem 28. Juli 1979 und dem 26. Mai 1981 als Erster Sekretär des Parteikomitees im Kreis Hunedoara sowie zugleich als Präsident des Exekutivkomitees des Volksrates dieses Kreises. Auf dem Zwölften Parteitag der PCR (19. bis 23. November 1979) wurde er zum Mitglied des ZK gewählt und gehörte diesem Gremium bis zum Dreizehnten Parteitag der PCR (19. bis 22. November 1984) an. 1980 wurde er erneut Mitglied der Großen Nationalversammlung und vertrat in dieser nunmehr bis zum 12. November 1980 den im Kreis Hunedoara gelegenen Wahlkreis Petroșani. Daneben wurde er am 27. März 1980 Mitglied der ZK-Kommission für wirtschaftliche Zusammenarbeit und die internationalen Beziehungen der Partei und des Staates und war zwischen dem 1. April 1980 und dem 30. Dezember 1981 Mitglied deAusschusses für Gesundheit, Arbeit, soziale Sicherheit und Umweltschutz der Großen Nationalversammlung.
Am 4. Dezember 1981 übernahm er den Posten als Außerordentlicher und Bevollmächtigter Botschafter in Peru und verblieb in diesem Amt bis zum 17. August 1988, woraufhin Vasile Ardeleanu seine Nachfolge antrat. Für seine Verdienste erhielt er den Orden der Arbeit (Ordinul Muncii) Dritter Klasse sowie die Medaille der Arbeit (Medalia Muncii).